# Washburn (Wisconsin, nagyváros)
Washburn nagyváros (city) az Egyesült Államok Wisconsin állam Bayfield megyéjében, melynek megyeszékhelye is. Lakossága 2051 fő a 2020-as népszámláláskor.

## Történelme
1665-ben Claude Allouez jezsuita atya az öböl partján, a mai várostól délre alapította az első francia missziót Wisconsinban, amelyet La Pointe du Saint Esprit-nek nevezett el, és amelyet 1669-ben Jacques Marquette atya vezetett. 1718-ban erődöt emeltek a településen, ahol a francia helyőrség katonái állomásoztak. 1820 körül az American Fur Company kereskedelmi állomása létesült a környéken. A jelenlegi város, amit Cadwallader C. Washburn kormányzó tiszteletére neveztek el, 1879 körül épült, de növekedése 1888-ig lassú volt. Várossá 1904-ben nyilvánították.

## Népesség
A település népességének változása:
| Lakosok száma | 3039 | 2117 | 2051 |
|               | 1890 | 2010 | 2020 |